# Ліллі Траскотт
Лілліан «Ліллі» Траскотт (англ. Lillian «Lilly» Truscott) — одна з головних персонажів оригінального серіалу «Disney Channel», «Ханна Монтана». З'являється практично в кожній серії протягом всіх 4 сезонів серіалу. Роль виконує Емілі Осмент.

## Створення
Спочатку повне ім'я Ліллі було Ліллі Ромеро, але пізніше воно було замінено на Ліллі Траскотт. Раніше на роль Ліллі пробувалася Майлі Сайрус, але пізніше її вибрали на роль головної героїні. А на роль Ліллі була обрана Емілі Осмент.

## Біографія
Ліллі народилася і виросла в Каліфорнії.
Вона познайомилася з Олівером в дитячому садку, і з тих пір вони — найкращі друзі. Потім вона зізналася, що коли вперше побачила Олівера, Ліллі подумала, що він бовдур.
У першій серії дізнається, що її найкраща подруга — Ханна Монтана. Щоб ніхто не дізнався що Ханна — це Майлі Стюарт, вона вигадує Лоллу Лафнегл — світську левицю, у котрої багатий батько і дві відомі сестри.
Ліллі жила разом зі своєю мамою Хезер Траскотт, але у 3 сезоні переїхала до Стюартів, та проживала у них до кінця серіалу.
Також у цьому сезоні вона та Олівер починають зустрічатися.
У 4 сезоні разом з Майлі поступила до Стенфорду.

## Захоплення
Ліллі дуже вправна спортсменка. Вона полюбляє скейтбординг, сноубординг та серфінг. У школі дівчина грала у поло та волейбол.
Ліллі Траскотт прихильниця Орландо Блума.

## Цікаві факти
- Спочатку на роль Ліллі пробувалася Майлі Сайрус, але пізніше її вибрали на роль головної героїні.
- Раніше повне ім'я Ліллі було Ліллі Ромеро, але воно було замінено на Ліллі Траскотт.
- Ліллі прихильниця Орландо Блума.